# Такеши Натори
Такеши Натори (на японски: 名取 武) е японски футболист.

## Национален отбор
Записал е и 1 мача за националния отбор на Япония.
| Япония | Япония | Япония |
| Година | Мачове | Голове |
| ------ | ------ | ------ |
| 1934   | 1      | 1      |
| Общо   | 1      | 1      |